# Заболотцівська сільська рада (Бродівський район)
Заболотцівська сільська рада — орган місцевого самоврядування у Бродівському районі Львівської області. Адміністративний центр — село Заболотці.

## Загальні відомості
Заболотцівська сільська рада утворена в 1939 році.

## Населені пункти
Сільській раді підпорядковані населені пункти:
- с. Заболотці
- с. Великі Переліски
- с. Висоцько
- с. Лугове
- с. Малі Переліски

Львівська облрада схвалила, а "Офіс реформ. Львівщина" оприлюднив перелік та склад нових адміністративних одиниць, громад, які з'являться у Львівській області замість сільських рад. Так, до складу Заболотцівської сільської територіальної громади увійдуть наступні населені пункти: Заболотці, Лугове, Висоцько, Малі Переліски, Великі Переліски, Ражнів, Велин, Мамчурі, Вовковатиця, Руда-Брідська .

## Склад ради
Рада складається з 18 депутатів та голови.

### Керівний склад ради
| ПІБ                         | Основні відомості                                                                           | Дата обрання | Дата звільнення |
| --------------------------- | ------------------------------------------------------------------------------------------- | ------------ | --------------- |
| Дискант Марія Володимирівна | Сільський голова, 1967 року народження, освіта вища, Всеукраїнське об'єднання «Батьківщина» | 26.03.2006   | 31.10.2010      |
| Дискант Марія Володимирівна | Сільський голова, 1967 року народження, освіта вища, позапартійна                           | 31.10.2010   |                 |

Примітка: таблиця складена за даними джерела